# 山﨑杉夫
山﨑 杉夫（やまざき すぎお、1968年 - ）は、日本のイラストレーター、絵本作家。

## 人物・経歴
1968年、東京都生まれ。神奈川県鎌倉市在住。立教大学経済学部卒業。
株式会社イトーキに入社して、会社員を経験した後、美術学校であるセツ・モードセミナーを卒業。その後、安西水丸に師事し、安西のイラスト塾で学んだ。
イラストレーターとして主に書籍、雑誌を中心に活動し、2003年には第21回ザ・チョイス年度賞入賞、TIS公募金賞受賞。その他、ブランドショップとのコラボレーションや、日本酒のラベルデザインも手掛けるなど、幅広く活躍する。
作風は、日本の古典的な美しさに通じるものがあり、多くの書籍や製品で高く評価されている。
東京イラストレーターズ・ソサエティ会員。

## 主な著作
- 『黒猫ナイト』（絵本）長崎出版 2006年10月
- 『ばけねこやま』（紙芝居）教育画劇 2008年1月